# 승만부인
승만부인(僧滿夫人)은 신라(新羅)의 왕족(王族)이자 신라(新羅) 제26대 국왕(國王)인 진평왕(眞平王)의 두 번째 왕비(王妃)이며 성은 손씨(孫氏)이고 이름은 승만(孫僧)이다. 본관은 미상(未詳)이다.

## 선덕여왕을 미워한승만부인
삼국유사에 신라 제26대 왕 진평왕의 후비(손씨)로 기록되어 있는 인물이다. 필사본으로 전해지는 화랑세기에 따르면 덕만공주가 후계자로 내정되었을 때, 승만부인이 아들을 낳아 덕만공주의 지위가 위태로웠으나, 그 아들이 일찍 사망하는 바람에 덕만공주가 다시 후계자가 되었다고 한다. 이러한 이유 때문인지 승만부인은 덕만공주와 김용춘을 대단히 싫어했고, 질투가 심해 진평왕의 후궁 보량궁주를 궁 밖으로 내쫓아 버리기도 했다고 기록되어 있다.

## 신분
성이 손씨라는 점을 고려할 때, 진골 귀족이 아닐 것으로 여겨지고 있으며 신라 귀족 사회에서 손씨는 신라 초 6대촌의 수장들 중 모량부에 해당되는 6두품 가문이다. 다시 이와 관련해서 손씨라는 기록이 삼국유사의 착오가 아닌가 하는 소수 의견도 있지만, 전대 진지왕이 사량부의 도화녀에게 후궁이 될 것을 권유하는 삼국유사의 기록이 있는만큼 진골 이상의 신분이 아니어도 후궁이 되는 데에는 제약이 없다고 볼 수 있을 것이고 결국 승만부인은 6두품 신분이라고 할 수 있다.

## 가계
- 남편: 진평왕(眞平王)
  - 딸 : 선화공주(善花公主) - 삼국유사에서만 등장. 실존여부 불분명. 그녀의 무덤으로 추정되는 익산 쌍릉의 소왕묘가 있음.

## 승만부인이 등장하는 작품
- 《삼국기》(KBS, 1992년~1993년, 배우:봉혜선)
- 《대왕의 꿈》(KBS, 2012년~2013년, 배우:이영아, 김현수)